# جامعة خاركوف للراديو الكترونيك
جامعة خاركوف للراديو الكترونيك (بالأوكرانية: Харківський національний університет радіоелектроніки)، الجامعة أُنشِئَت عام 1930 تعتبر واحدة من أعرق الجامعات في أوكرانيا تقع في مدينة خاركيف.

## التخصصات
- هندسة المعدات الطبية
- هندسة الحاسوب
- هندسة التحكم
- الرياضيات
- الفيزياء
- هندسة البرمجة
- هندسة الشبكات
- ادارة الاعمال
- تقنية المعلومات
- النانو إلكترونيات
- هندسة الإلكترونيات
- الهندسة الاذاعية
- الدراسات العليا
- هندسة الاتصالات